# Мировая цифровая библиотека
Мировая цифровая библиотека (англ. World Digital Library) — проект Библиотеки Конгресса. В библиотеке будут собраны оцифрованные версии ценнейших материалов по истории и культуре.
В 2007 году к проекту присоединилась Российская национальная библиотека. Участниками международного проекта являются национальные книгохранилища и архивы различных стран.
Официальное открытие проекта состоялось 21 апреля 2009 года.

## Миссия, заявленная на день открытия
Мировая цифровая библиотека (WDL) предоставляет бесплатный доступ в сети Интернет в многоязычном формате к большому количеству материалов, представляющих культуры разных стран мира.
Основные цели Мировой цифровой библиотеки:
- Содействие международному и межкультурному взаимопониманию.
- Расширение объёма и разнообразия культурного содержания в Интернете.
- Предоставление ресурсов для педагогов, учёных и всех заинтересованных лиц.
- Расширение возможностей учреждений-партнёров для сокращения разрыва в цифровых технологиях внутри страны и между странами.

— Миссия, раздел "О программе"

## Количество материалов (объектов) на 5 августа 2013
- Европа: 3175 объектов,
- Северная Америка: 388 объектов,
- Центральная и Южная Азия: 991 объекта,
- Восточная Азия: 602 объектов,
- Ближний Восток и Северная Африка: 1324 объектов,
- Юго-Восточная Азия: 76 объекта,
- Латинская Америка и Карибский бассейн: 1522 объектов,
- Африка: 279 объект,
- Океания и Тихий океан: 40 объектов.

Всего на 5 августа 2013 было указано 8397 доступных объекта. 